# 백월

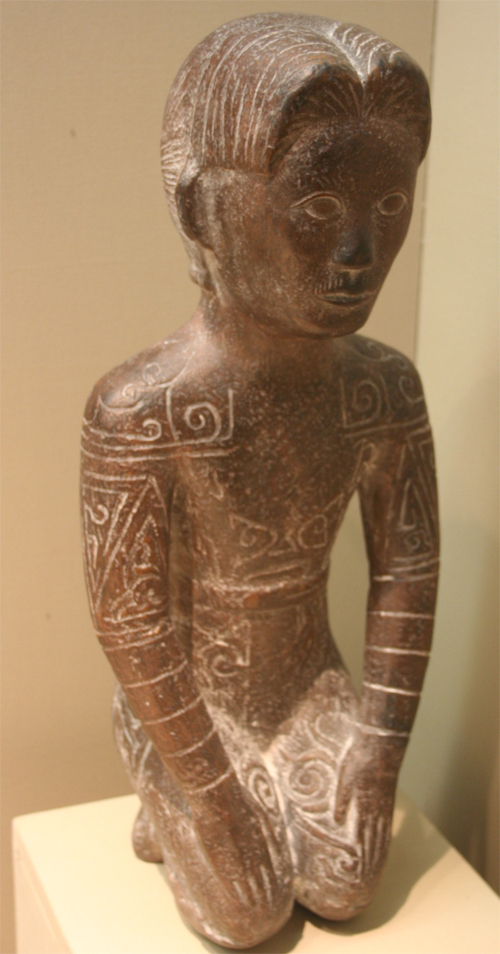

백월(百越, 영어: Baiyue, Hundred Yue) 또는 월인(越人) 혹은 월족(越族)은 고대 중국 대륙의 남방, 주로 화난이라고 불렸던 장강 이남에서 현재의 베트남에 이르는 광대한 지역에 살고 있던, 월나라의 여러 민족 중의 하나인 백월족의 총칭을 일컫는다. 황하문명보다 오래된 장강 문명을 이룩하였다. 비한족과 한자 문화를 사용하는 사람들을 모두 포함하며, 현대의 베트남은 이들의 후손이다. 초나라, 월나라가 있었던 장강 이남 지역 전체 저장성, 안휘성, 강소성 등지의 중국 남부 사람들은 중국 북부 사람들과 유전자 구조상 차이가 존재한다고 한다.

## 개요
현재의 장강 이남 전체 지역이 기원이며 좁게는 저장성이 기원이라고 추측된다. 언어는 고월어를 사용하였으며, 언어는 오스트로 아시아어족이다.(또한 오스트릭어족은 전부 백월이라 불렸다.) 그렇기 때문에 화하족과는 언어가 달랐다고 추정되지만 장강문명의 오스트로아시아어족은 중국 티베트어족에 아주 많은 영향을 주었기 때문에 오스트로 아시아어는 상고한어와 비슷했을 추측도 있으며 만약 언어가 다르다면 말은 통하지 않았다고 추측된다. 전국 시대에는 장강 이남 전체를 뜻하는 의미로 장강 이남에 존재하던 초나라, 월나라 등이 중원에서 남방의 이민족국가로 불렸으며 진나라 및 한나라 때에는 월이라는 단어는 의미가 변형되어 중국 남부와 베트남을 가르키는 단어가 되었다.
북방은 호(胡), 남방은 월(越)로 불렸으며, 월(越)은 백월족을 부르는 말이다. 광둥어(粵語), 간어(贛語), 우어(吳語), 민어(閩語)는 모두 백월의 백월어(百越語)와 관련이 깊다.
주나라가 등장하는 춘추시대에는 초나라, 오나라, 월나라를 세운 민족이었다. 중원에서 이민족이라고 불리던 진나라처럼 남방의 월 또는 남만(南蠻),이민족으로 불리던 초나라가 한나라를 구성하게 되었고 한나라 때는 월은 초나라, 월나라를 뜻하는 것이 아닌 의미가 변형되어 두 개의 월이라는 민족들을 확인할 수 있다. 하나는 중국 남부와 현재의 광둥성, 광시성, 베트남에 걸쳐 존재한 남월이며, 다른 하나는 민강(閩江)(푸젠성의 강) 주변의 민월(閩越)이다. 이후 점점 의미가 변형되어 광둥성에 민족을 월(越)로 부른 적이 있으며 현재 월은 베트남을 월남이라고 부르게 되었다.
현재에도 광둥성 일대의 방언인 광둥어를 월어(粵語)이라고 부르며, 또 베트남을 한자로 월남(越南)이라고 써 나타내고 있다.

## 월인 관련 명칭
중국의 역사서나 문헌에 대해서는, 월인에 관한 기술은 백월(百粵), 월(越), 월(鉞), 월(粵)(중국 한자)로서 나타난다. 월(越), 월(粵), 월(鉞)은 모두 현대 병음에서 yuè로 발음된다.

## 같이 보기
- 월나라
- 좡족
- 해인족
- 묘족